# Hao Yun
 (janvier 2021).
Dans ce nom chinois, le nom de famille, Hao, précède le nom personnel.
Hao Yun (en chinois : 郝运), né le 23 juin 1995 à Baoding, est un nageur chinois.
Lors des Jeux olympiques d'été de 2012, il est médaillé de bronze au relais 4 × 200 m et se classe quatrième de la finale du 400 m.

## Palmarès

### Jeux olympiques
- Jeux olympiques de 2012 à Londres ( Royaume-Uni) :
  -  : Médaille de bronze du relais 4 × 200 m nage libre

### Championnats du monde de natation

#### Grand bassin
- Championnats du monde 2013 à Barcelone ( Espagne) :
  -  Médaille de bronze du relais 4 × 200 m nage libre.

#### Petit bassin
- Championnats du monde 2012 à Istanbul ( Turquie) :
  -  Médaille d'argent du 400 m nage libre.